# Jovan Rajić
Jovan Rajić (Јован Рајић), född 21 september 1726 i Sremski Karlovci, död 22 december 1801 i Kovilj, var en serbisk författare.
Rajić fick sin skolbildning dels i österrikiska jesuitskolor, dels i ett evangeliskt lyceum och fortsatte sina studier vid andliga akademien i Kiev. Han tjänstgjorde en tid som lärare, gick 1772 i kloster och blev snart därefter arkimandrit i Kovel, Volynien.
Rajić utgav bland annat Istorija slavjanskich narodov etc. (De slaviska folkens, i synnerhet bulgarernas, kroaternas och serbernas, historia i fyra delar; Wien 1794–95; andra upplagan, Pest 1823), beskrev på vers det turkiska kriget (Drakens strid med örnen, 1791) och skildrade i en "Tragedi" tsar Stefan Uroš V:s död (1798). Rajić, mera flitig än lärd, var en av de mest betydande författarna inom den slaviskserbiska riktningen på 1700-talet.